# Международная космическая станция (фильм)
«Международная космическая станция» — американский научно-фантастический фильм режиссёра Габриэлы Каупертуэйт, главные роли в котором играют Ариана ДеБос, Крис Мессина и Пилу Асбек. 
Премьера картины состоялась 19 января 2024 года. Фильм получил преимущественно положительные отзывы критиков, но мало понравился рядовому зрителю.

## Сюжет
На Международную космическую станцию (МКС), на которой уже находятся четыре космонавта, для их поддержки прибывают американские биолог Кира Фостер и инженер Кристиан Кэмпбелл. На борту их ждёт очень радушный приём. Казалось бы, ничто не сможет помешать такому близкому, интернациональному сотрудничеству, но уже на следующий день на Земле происходят немыслимые события. Отныне, команде астронавтов предстоит принимать очень сложные и судьбоносные решения.

## В ролях
- Ариана ДеБос — Кира Фостер
- Крис Мессина — Гордон Барретт
- Мария Машкова — Вероника «Ника» Ветрова
- Пилу Асбек — Алексей Пулов
- Джон Галлахер мл. — Кристиан Кэмпбелл
- Коста Ронин — Николай Пулов